# Abu Kalidschar

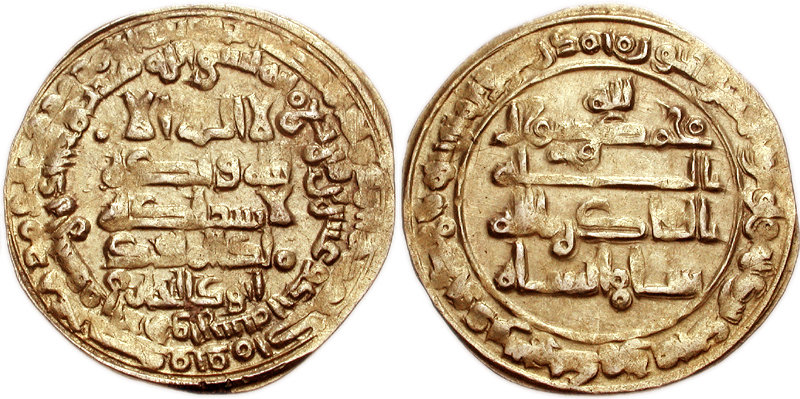
Goldmünze aus der Zeit von Abu Kalidschar

Abu Kalidschar al-Marzuban ibn Sultan ad-Daula (persisch ابوکالیجار مرزبان پسر سلطان‌الدوله دیلمی; geboren im Mai/Juni 1009 in Basra; gestorben Oktober 1048 in Khannab bei Kerman), auch Muhyi ad-Din genannt, war ein Herrscher (1024–1048) aus der Dynastie der Buyiden, dem für kurze Zeit die Vereinigung der buyidischen Gebiete im heutigen Irak und Iran gelang.

## Leben
Nach dem Tod seines Vaters Sultan ad-Daula Anfang 1024 kam es zu Thronstreitigkeiten mit seinem Onkel Abu al-Fawaris, der in Kirman herrschte und nun die Gebiete von Fars und Chuzistan beanspruchte. Nach dessen Tod 1028 übernahm Abu Kalidschar die Herrschaft über Kirman. Ein Jahr zuvor hatte er die irakischen Gebiete eines anderen Onkels, Dschalal ad-Daula, angegriffen und einen Bürgerkrieg zwischen den irakischen und iranischen Zweigen der Buyiden ausgelöst, der bis zum Friedensschluss im Jahr 1037 andauerte. Mit dem Tod von Dschalal ad-Daula im März 1044 wurde Abu Kalidschar als Buyiden-Herrscher im Irak anerkannt.
Angesichts der wachsenden Bedrohung durch die Seldschuken befestigte Abu Kalidschar seine Hauptstadt Schiras in Fars und ging 1047 ein Heiratsbündnis mit dem seldschukischen Herrscher Tughrul Beg ein. Ein Jahr später brach Tughrul jedoch dieses Bündnis und griff an. Abu Kalidschar starb bei einem Gegenangriff auf die Seldschuken, die bis 1062 ihre Besetzung der buyidischen Gebiete abgeschlossen hatten.